# George Falcke
George Falcke (Boston, 2 marzo 1891 – Copenaghen, 1º febbraio 1979) è stato un ginnasta danese.

## Palmarès

### Olimpiadi
- 1 medaglia:
  - 1 argento (Stoccolma 1912 nel concorso svedese a squadre)